# Fort Warren
Pour les articles homonymes, voir Warren.
Le Fort Warren est un fort historique situé sur Georges Island dans le Boston Harbor, au Massachusetts. Il a été bâti pour la défense du port de Boston.

## Historique
Le fort, fait de pierre et de granit, est en forme de pentagone et étalé sur 110 000 m2. Il a été construit entre 1833 et 1861, c'est-à-dire qu'il a été achevé peu après le début de la guerre de Sécession. Pendant cette guerre, il a servi de prison pour les officiers confédérés.
Le fort est resté actif pendant la guerre hispano-américaine et la Première Guerre mondiale, et a été réactivé au cours de la Seconde Guerre mondiale.
Il a été totalement désarmé en 1947 et est maintenant un National Historic Landmark ouvert au tourisme.

## Étymologie
Il a été nommé d'après Joseph Warren qui a été tué à la bataille de Bunker Hill.

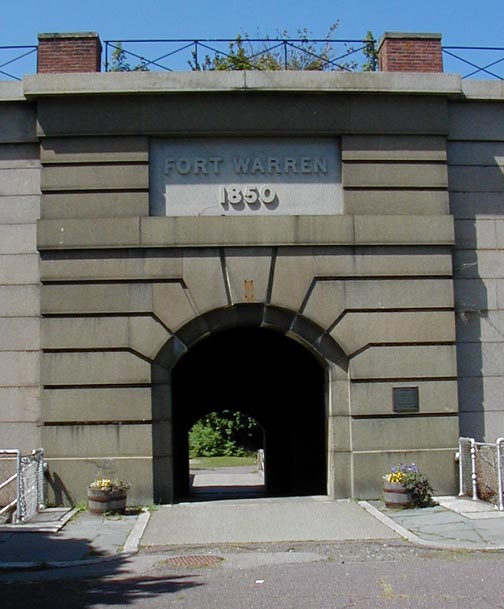
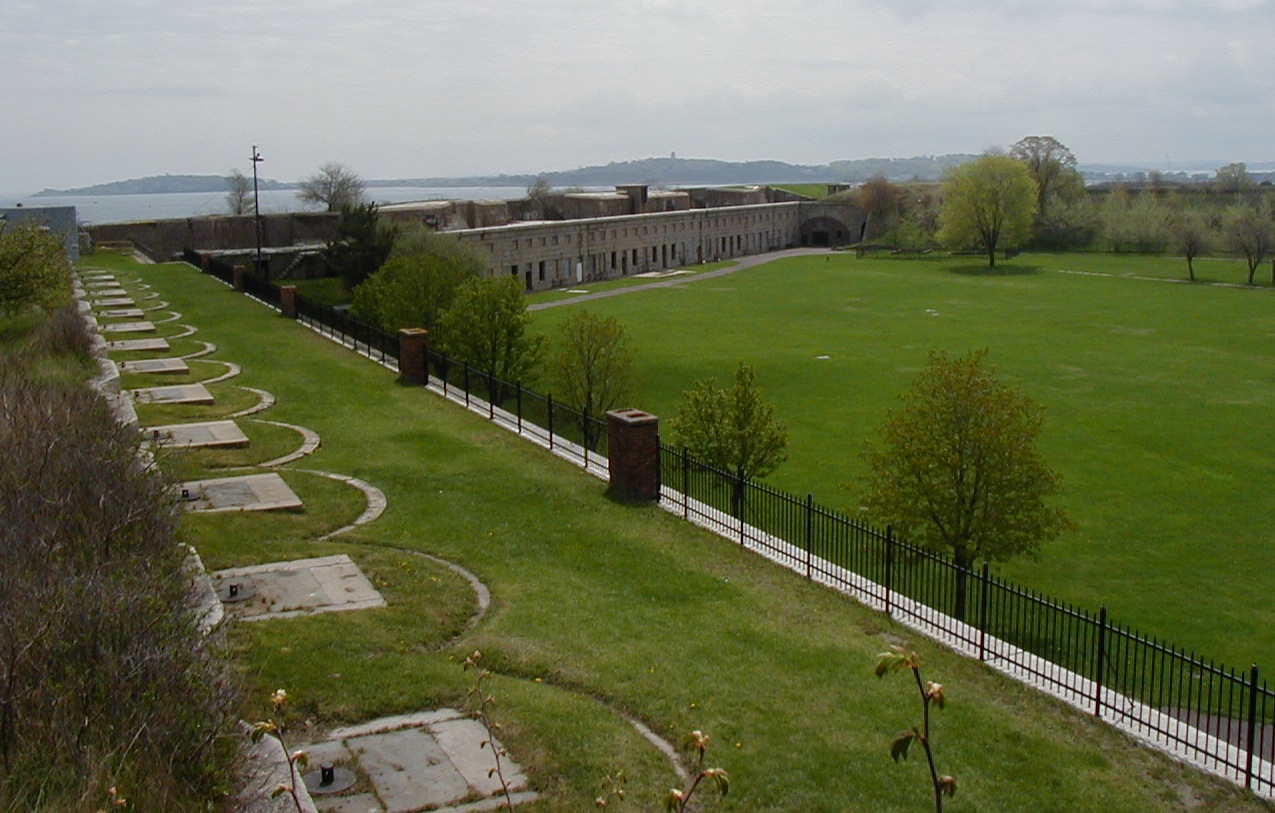
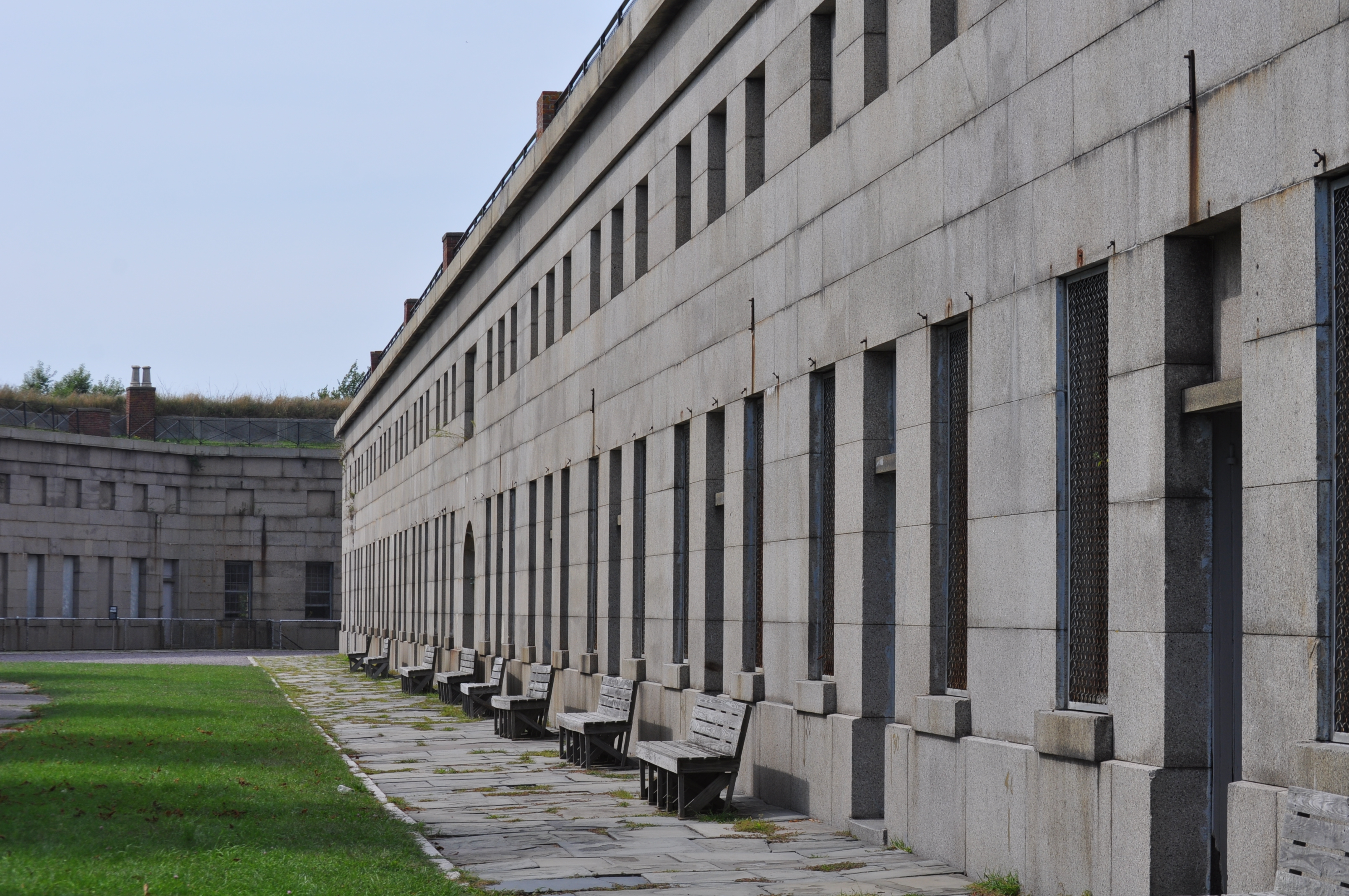